# Evarcha culicivora
Evarcha culicivora är en spindelart som beskrevs av Wesolowska, Jackson 2003. Evarcha culicivora ingår i släktet Evarcha och familjen hoppspindlar. Inga underarter finns listade i Catalogue of Life.